# Club de Fútbol Loros de la Universidad de Colima
O Club de Fútbol Loros de la Universidad de Colima é um clube de futebol com sede em Colima, México. A equipe compete na Liga de Ascenso.

## História
O clube foi fundado em 1981.